# المركز الوطني لمكافحة الأوبئة والأمراض السارية
المركز الوطني لمكافحة الأوبئة والأمراض السارية (بالإنجليزية: Jordan CDC)‏ هو مركز أردني متخصص يتمتع باستقلال مالي وإداري أسس في 18 تشرين الثاني لسنة 2020 بإرادة ملكية ويترأسه الأستاذ الدكتور عادل البلبيسي ويهدف إلى تعزيز ممارسات الصحة العامة في سبيل الوقاية من الأوبئة والأمراض، وقيادة جهود التأهب والاستجابة للطوارئ الصحية العامة لجميع الأخطار شاملةً تهديدات الإرهاب البيولوجي.

## مجلس المركز
- رئيس المجلس: رئيس الوزراء
- الأعضاء: رئيس الوزراء، وزير الصحة، وزير الزراعة، وزير المياه والري، وزير البيئة، رئيس المركز، مدير عام الخدمات الطبية الملكية و4 من الخبراء في المجالات المعنية بعمل المركز.

## المديريات
- مديرية الأبحاث والسياسات والتدريب.
- مديرية المختبرات.
- مديرية الوقاية من الأمراض ومكافحتها.
- مديرية الرصد الوبائي.
- مديرية الاستعداد والاستجابة للطوارئ والتهديدات.
- مديرية تكنولوجيا ونظم المعلومات.[2]

## الوحدات
- وحدة الرقابة الداخلية.
- وحدة الاتصال والاعلام والعلاقات الدولية.
- وحدة الشؤون المالية.
- وحدة الشؤون الإدارية.
- وحدة التطوير المؤسسي.
- وحدة الشؤون القانونية.[3]

## روابط خارجية
- فيسبوك.
- إكس
- انستاغرام
- لنكد إن